# Cornea (wieś)
Cornea – wieś w Rumunii, w okręgu Caraș-Severin, w gminie Cornea. W 2011 roku liczyła 731 mieszkańców. 